# Kronovalls slott
Kronovalls slott är ett slott i Fågeltofta socken i Tomelilla kommun, beläget mellan Tomelilla och Brösarp på Österlen.
Huvudbyggnaden har två våningar och är uppförd 1760. Den byggdes om på 1890-talet till ett slott i fransk barockstil med tornbärande flyglar, efter ritningar av Isak Gustaf Clason. Slottet ligger på en holme omgivet av vallgravar. På slottet bedrivs numera hotell-, restaurang- och konferensverksamhet. 

## Historia
När Skåne blev svenskt såldes Kronovall 1668 till  generalguvernören i Skåne, friherre Gustaf Persson Banér. Det drogs in till kronan 1692, men återlämnades 1709 till Banérs dotter Ebba, som dock snart sålde det. Det har även tillhört familjen Hamilton. Från slutet av 1800-talet fram till 1991 tillhörde slottet en gren av den grevliga ätten Sparre. Då tillföll det genom en donation av ägarfamiljen en stiftelse med anknytning till föreningen Riddarhuset, som idag äger och förvaltar Kronovall med dess tillhörande jordegendom på cirka 1 500 hektar. 
Slottet arrenderas sedan 1996 som vinslott av familjen Åkesson och utnyttjas för Åkesson vin AB, men bebos ännu (2013) delvis av familjen Sparre. Det är ett av Skånes mest kända spökslott där bland annat många besökare har sett vita skuggor i den långa korridoren på andra våningen. Det tros vara den 16-åriga Isabell som drunknade i en av vallgravarna en vinter när hon i hemlighet skulle träffa skogvaktarens son.

## Dagens verksamhet
2014 är Kronovall Sveriges enda vinslott. Åtta meter under markytan i källarutrymmet lagras tiotusentals flaskor av svensk mousserande vin. Dessutom finns här hotell och restaurang, vincafé med uteservering och konferensrum.

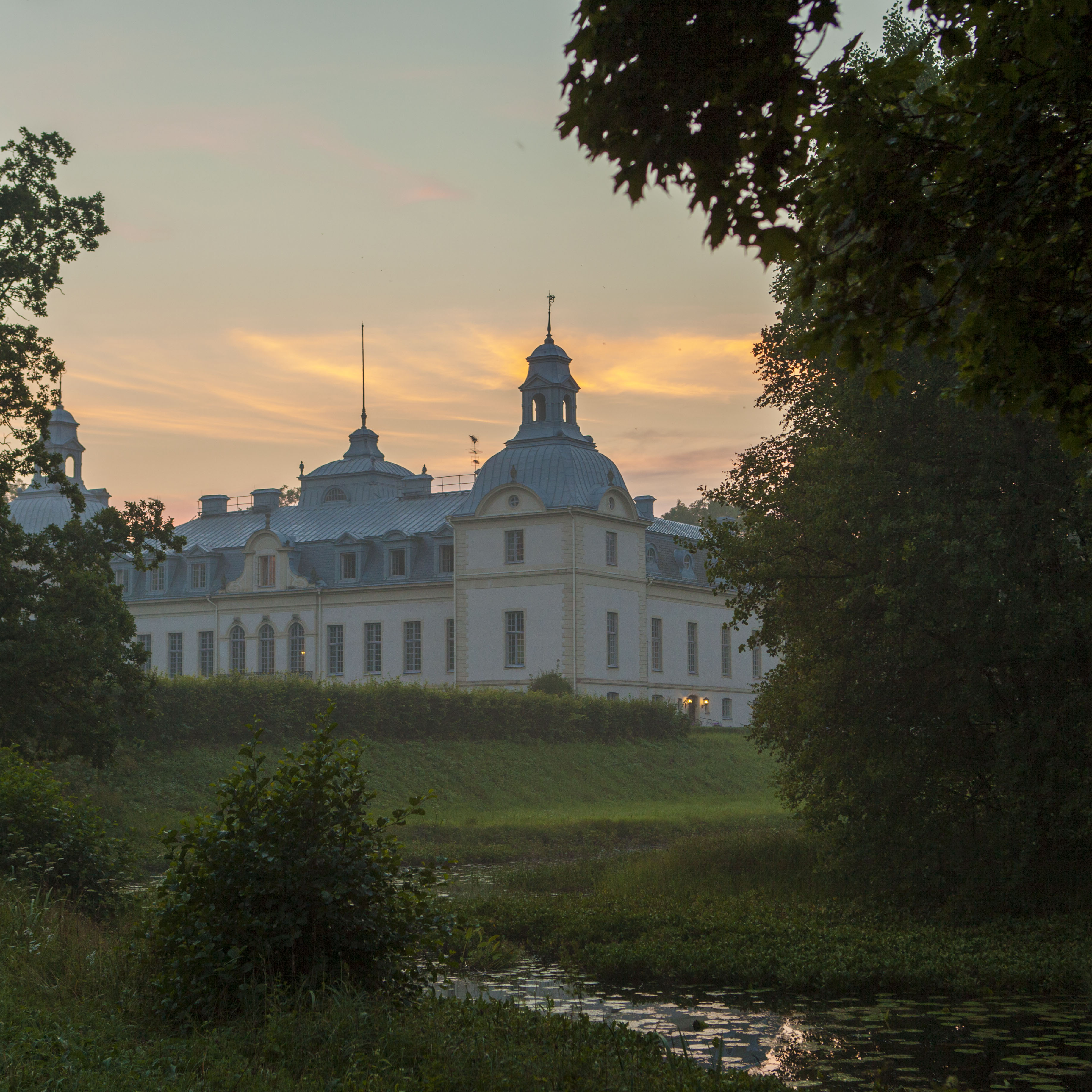
Kronovalls slott i skymningen

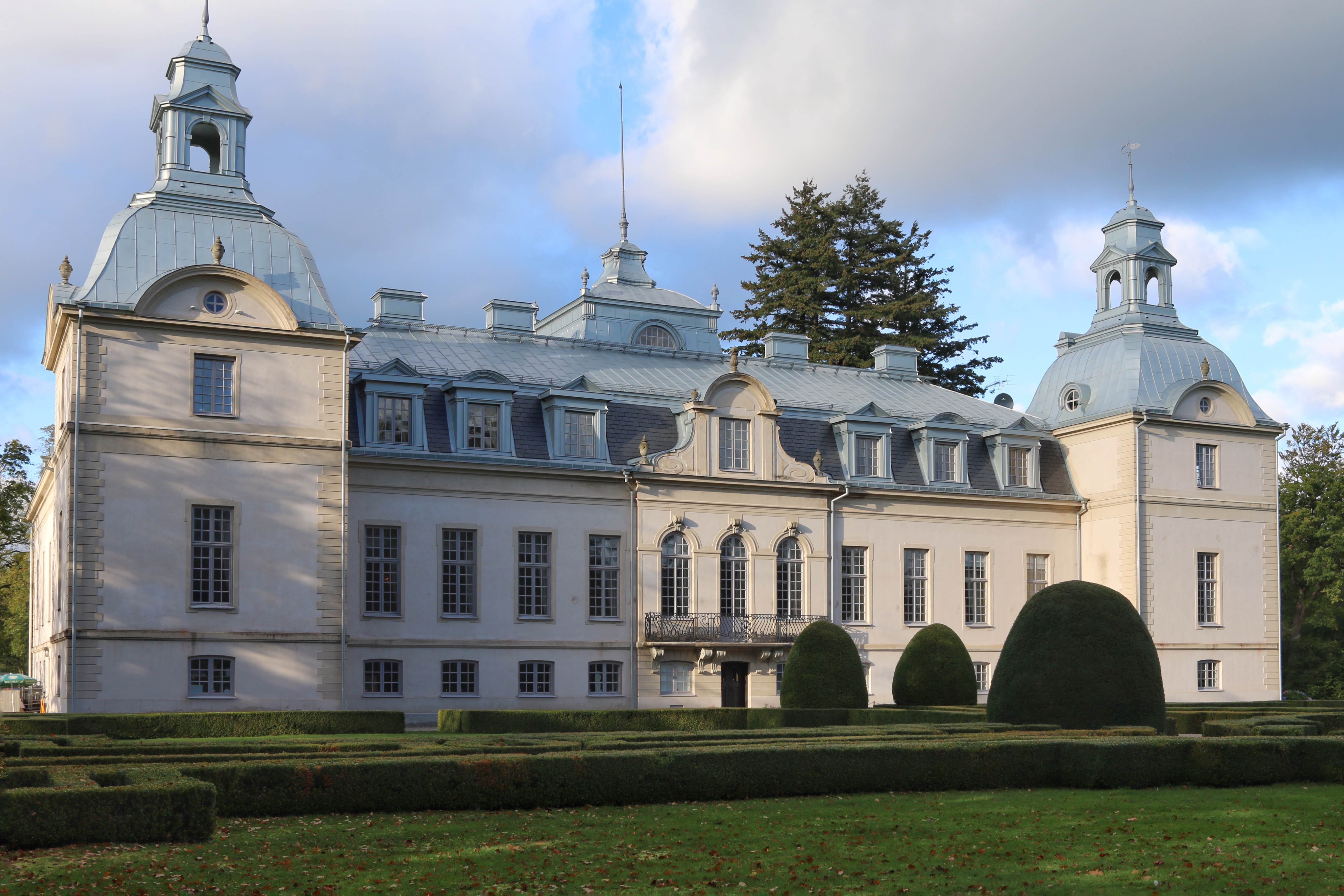
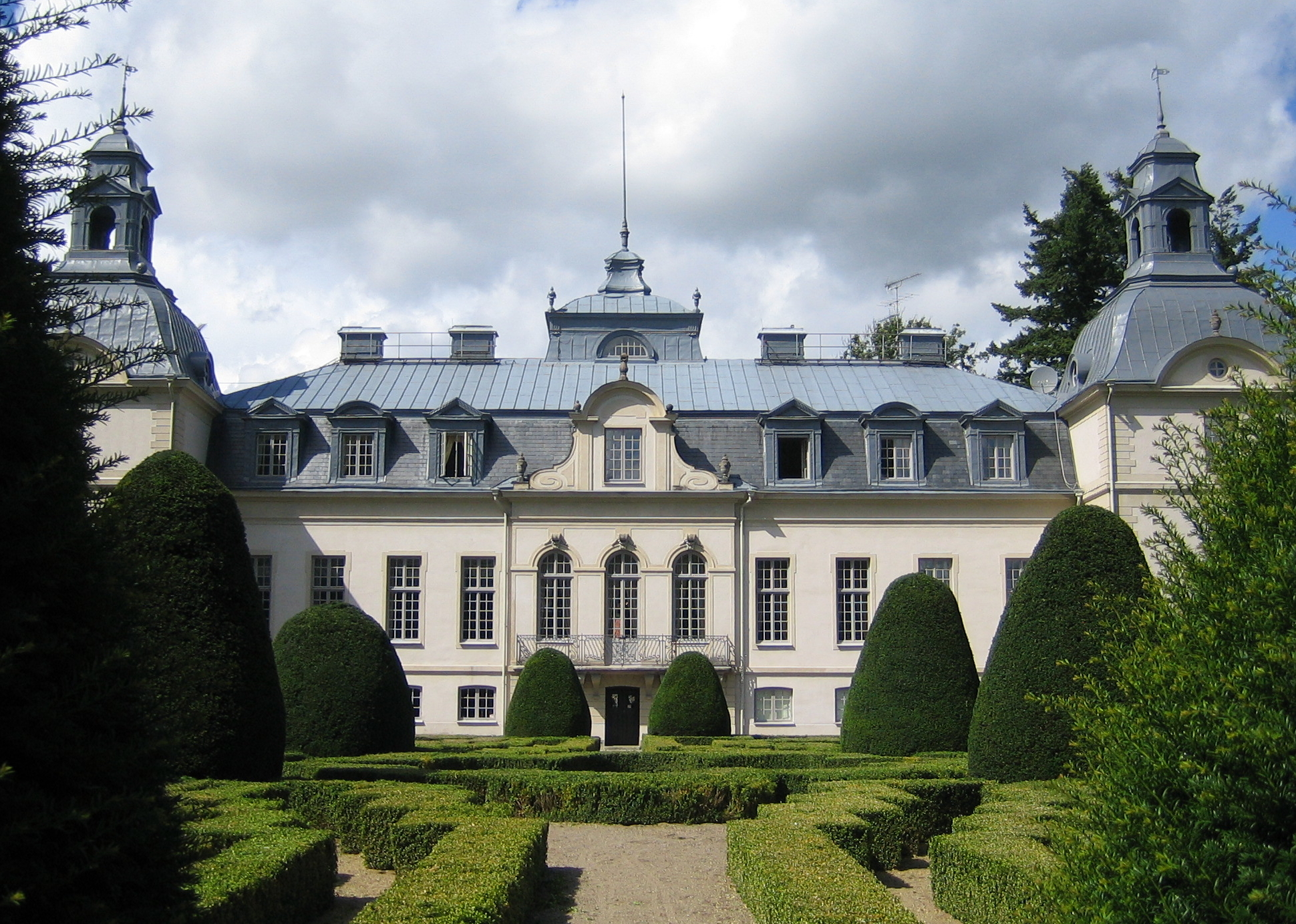
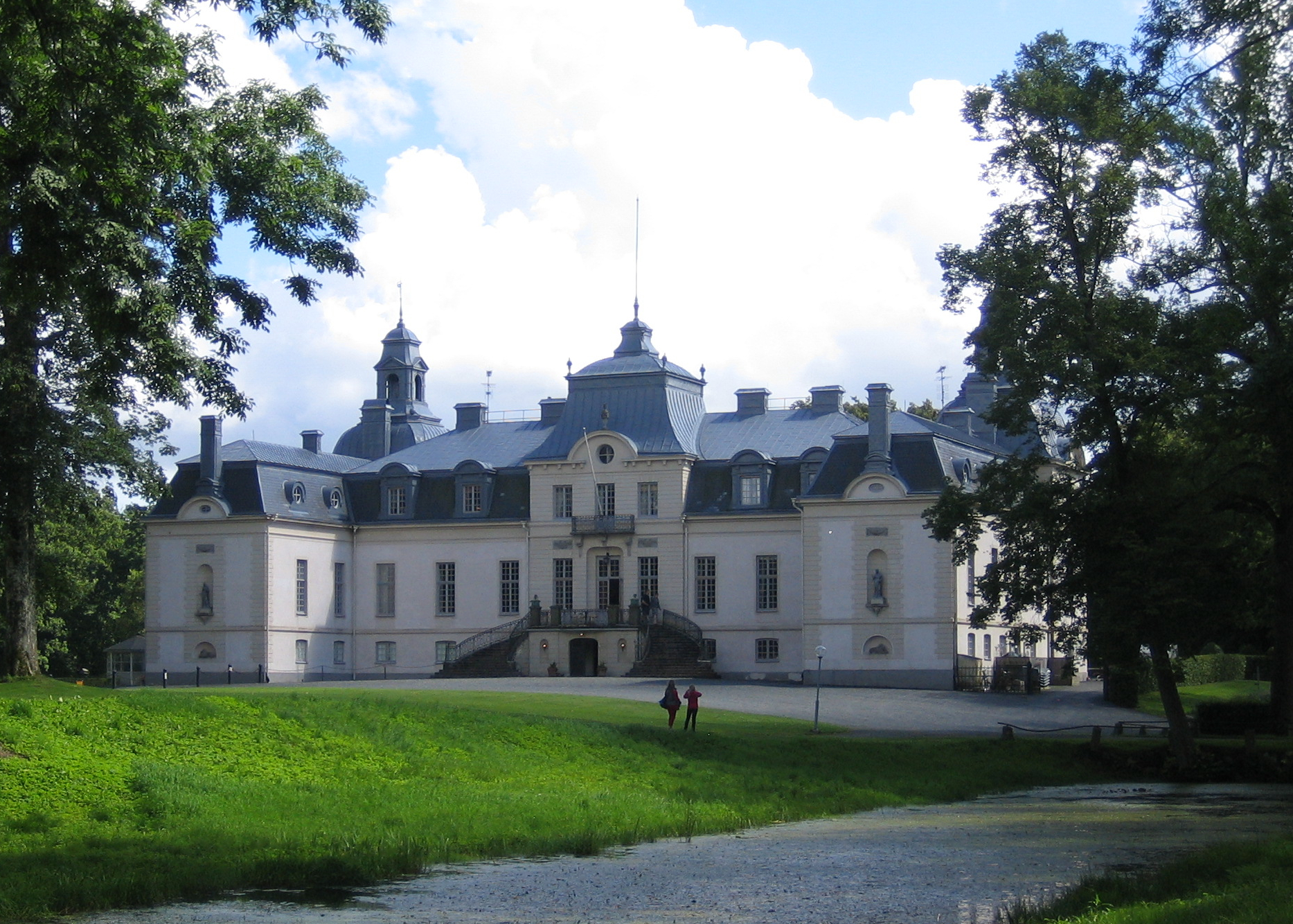
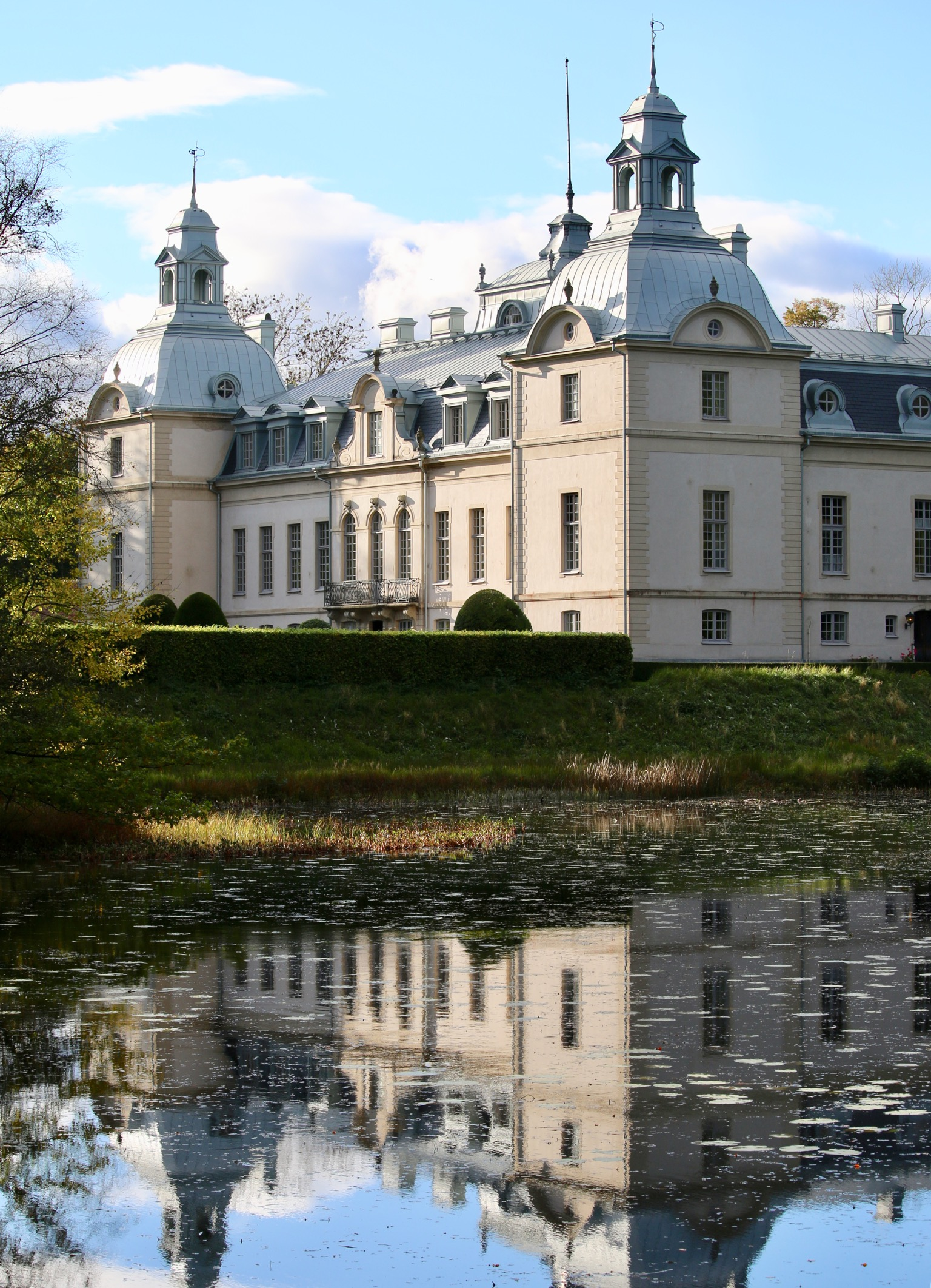